# Wolin (công xã)
Gmina Wolin là một vùng  thành thị-nông thôn (quận hành chính) ở Kamień, West Pomeranian Voivodeship, ở phía tây bắc Ba Lan. Khu hành chính của nó là thị trấn Wolin, nằm khoảng 19 kilômét (12 mi) phía tây nam Kamie Kam Pomorski và 48 km (30 mi) phía bắc thủ đô khu vực Szczecin.
Gmina có diện tích 327,41 kilômét vuông (126,4 dặm vuông Anh), và tính đến năm 2006, tổng dân số của nó là 12.351 (trong đó dân số của Wolin lên tới 4.878, và dân số của vùng nông thôn của Gmina là 7.473).

## Làng
Ngoài thị trấn Wolin, Gmina Wolin chứa các làng và các khu định cư của Chynowo, Dargobądz, Darzowice, Dobropole, Domysłów, Dramino, Gogolice, Jagienki, Jagniątkowo, Jarzębowo, Karnocice, Kodrąb, Kodrąbek, Kołczewo, Koniewo, Korzęcin, Ładzin, Laska, Łojszyno, Łuskowo, Mierzęcin, Mokrzyca Mala, Mokrzyca Wielka, Ostromice, Parłowo, Piaski Wielkie, Płocin, Rabiąż, Recław, Rekowo, Rzeczyn, Sierosław, Siniechowo, Skoszewo, Strzegowo, Sułomino, Świętouść, Troszyn, Troszynek, unin, Warnowo, Wartowo, Wiejkówko, Wiejkowo, Wisełka, Zagórze, Zastań và ółwino.

## Gmina lân cận
Gmina Wolin giáp với Gmina của Dziwnow, Golczewo, Kamień Pomorski, Międzyzdroje, Przybiernów và Stepnica.